# Prix littéraires du Gouverneur général 1973
Liste des Prix littéraire du Gouverneur général pour 1973, chacun suivi du gagnant.

## Français
- Prix du Gouverneur général : romans et nouvelles de langue française : Réjean Ducharme, L'Hiver de force.
- Prix du Gouverneur général : poésie ou théâtre de langue française : Roland Giguère, La Main au feu.
- Prix du Gouverneur général : études et essais de langue française : Albert Faucher, Québec en Amérique au XIXe siècle.

## Anglais
- Prix du Gouverneur général : romans et nouvelles de langue anglaise : Rudy Wiebe, The Temptations of Big Bear.
- Prix du Gouverneur général : poésie ou théâtre de langue anglaise : Miriam Mandel, Lions at her Face.
- Prix du Gouverneur général : études et essais de langue anglaise : Charles Ritchie, Painters in a New Land.